# Eugenia inaequisepala
Eugenia inaequisepala är en myrtenväxtart som beskrevs av Peter G.Wilson. Eugenia inaequisepala ingår i släktet Eugenia och familjen myrtenväxter. Inga underarter finns listade i Catalogue of Life.